# 笄川

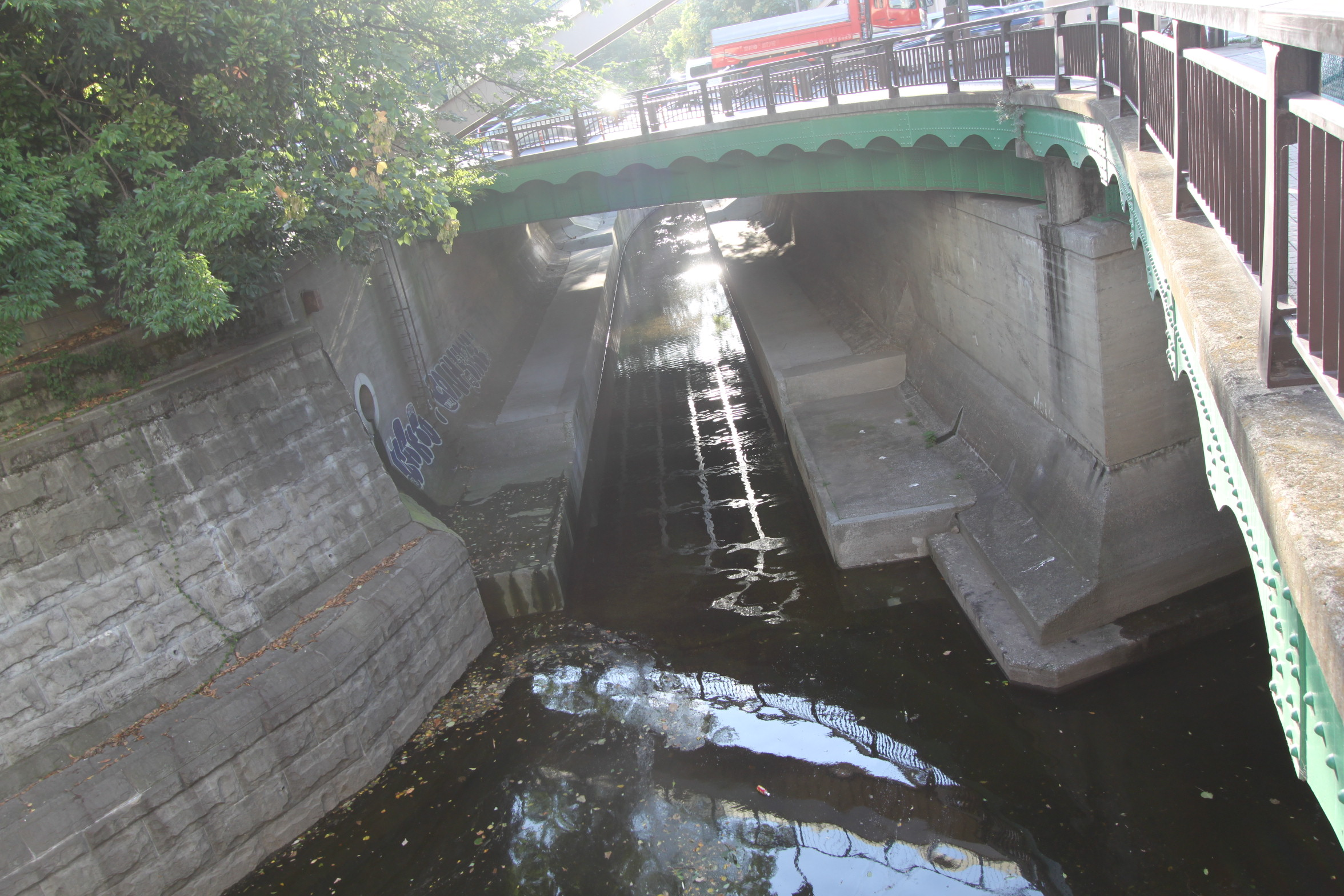
上に緑の天現寺橋、橋の下は渋谷川、画面下は古川、右は笄川合流点

笄川（こうがいがわ）は、東京都港区と渋谷区の境界付近を流れる古川水系の河川である。現在は全面的に暗渠化されている。

## 概要
- 南青山一丁目〜三丁目にかけて、外苑西通り沿いの流れ、及び青山墓地の東側の流れを西麻布二丁目付近で合わせ南へ流れ、天現寺橋付近で渋谷川と合流する。青山から麻布にかけて大小の水源が存在したが、今では根津美術館内の池と、有栖川宮記念公園内の池のみが水源の名残を留めている。

- 西麻布三丁目と広尾四丁目付近から、天現寺橋に掛けての港区と渋谷区の境界は、笄川に沿って定められた。広尾駅から天現寺橋に掛けての境が蛇行しているのが地図上で確認できる。現在の西麻布四丁目付近の笄川には、牛坂へと続く笄橋がかかっており、付近の町域には1967年（昭和42年）まで「笄町」の名が付いていた。

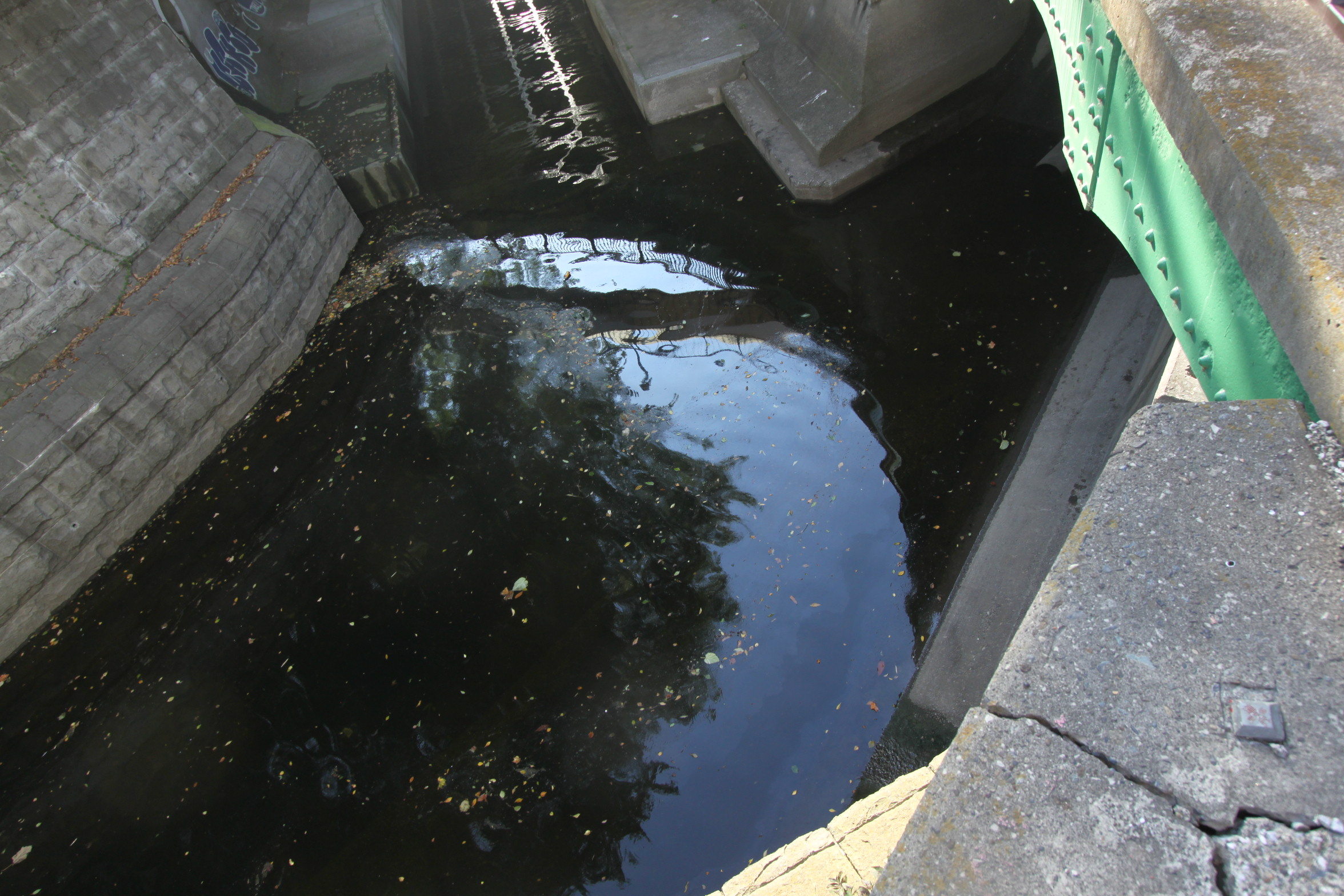
天現寺橋脇からわずかに地上に顔を出す笄川

- 天現寺交差点脇の笄川合流点より上流の古川水系本流をは渋谷川、笄川合流点より下流は古川になる。

## 橋梁
現在は最下流部の天現寺橋以外は無い。
- 笄橋
- 広尾橋（廣尾橋）
- 天現寺橋

## 関連文献
- 斎藤長秋 編「巻之三 天璣之部 笄橋」『江戸名所図会』 2巻、有朋堂書店〈有朋堂文庫〉、1927年、162-164頁。NDLJP:1174144/86。